# Proasellus acutianus
Proasellus acutianus là một loài chân đều trong họ Asellidae. Loài này được Argano & Henry miêu tả khoa học năm 1972.